# Hochland von Tibet

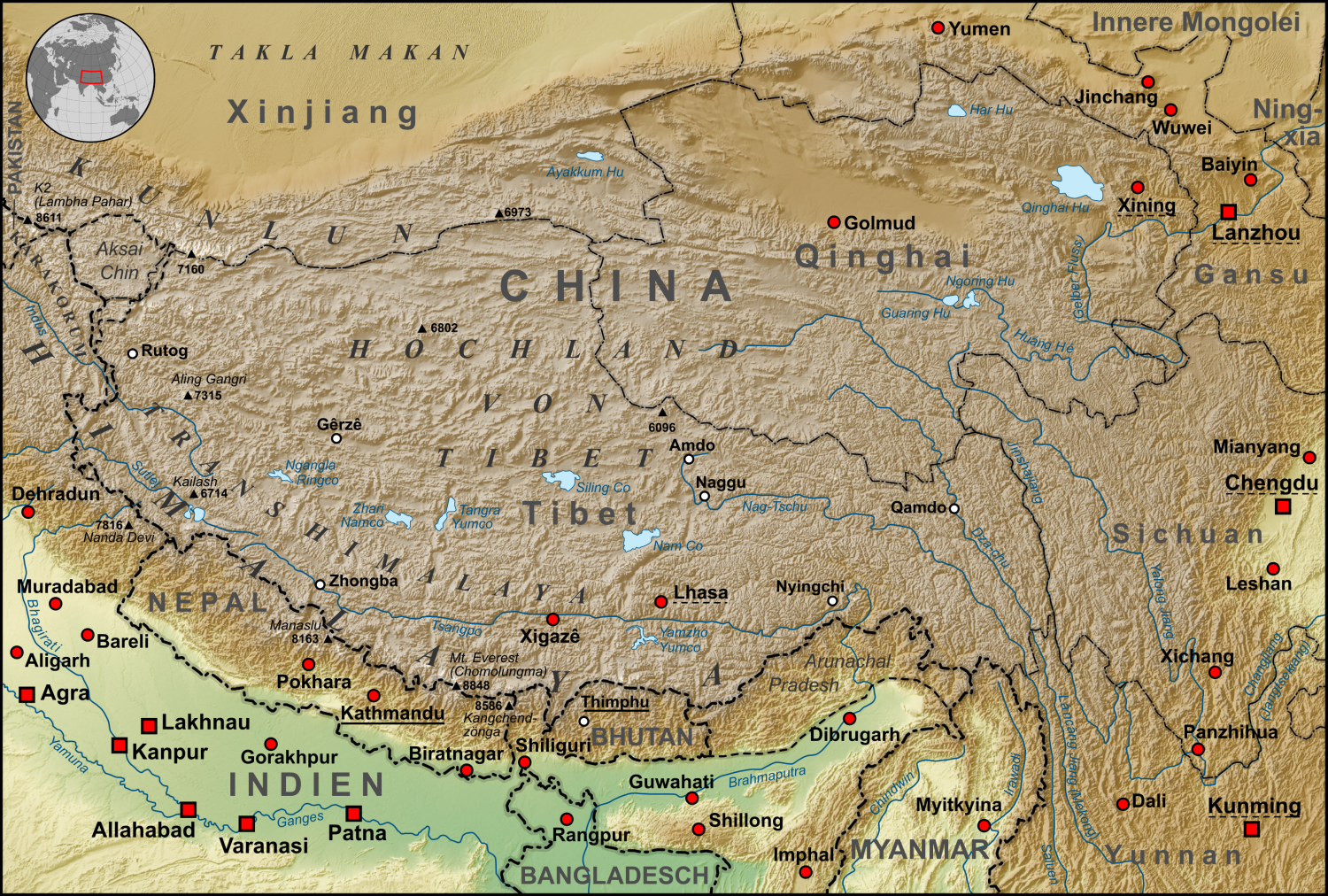
Karte des tibetischen Hochlands

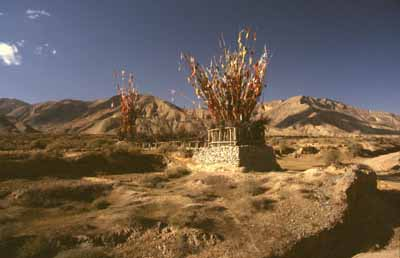
In Amdo, im Nordosten des tibetischen Hochlands

Das Hochland von Tibet, offiziell Qinghai-Tibet-Hochebene (tibetisch བོད་ས་མཐོ། Wylie bod sa mtho, chinesisch 青藏高原, Pinyin Qīng-Zàng gāoyuán), ist eine Landschaft und eine Ökoregion in Ostasien, die sich großteils über die westchinesischen Regionen Tibet und Qinghai erstreckt. Sie bildet als höchste Hochebene der Erde das wenig gebirgige Zentrum der Massenerhebung von Hochasien. Oft wird die Bezeichnung Dach der Welt für das tibetische Hochland verwendet.
Die Gesamtfläche der Region ist knapp 800.000 km² groß; das ist etwa so groß wie die Türkei mit einer West-Ost-Ausdehnung von rund 1600 km und einer Nord-Süd-Ausdehnung von rund 700 km. Im Allgemeinen sind Angaben zwischen 2 Mio. und 2,5 Mio. km² zu finden, wobei alle Angaben die gesamten Randgebirge einschließen.
Etwa ein Drittel der Ökoregion liegt über 5000 m hoch. Da die Begrenzung des Gebietes unterschiedlich gezogen wird, sind die Angaben zum höchsten Berg des Hochlandes uneinheitlich: Werden die Randketten des Hochlandes komplett einbezogen, ist es der 8849 m hohe Mount Everest, der gleichzeitig der höchste Berg Hochasiens und der Erde ist. Meistens werden nur die zum Zentrum weisenden Abdachungen der Randgebirge berücksichtigt. In diesem Fall ist es der 7206 m hohe Noijinkangsang in der Nordabdachung des Himalaya. Wird nur das zentrale Hochplateau betrachtet, ist es der 7162 m hohe Nyainqêntanglha im Transhimalaya.
Die Vegetation des Hochlandes besteht größtenteils aus artenarmen Matten, Hochlandsteppe und Kältewüsten. Die Nutzung beschränkt sich auf eine sehr extensive, meist noch nomadisch betriebene Weidewirtschaft in den niedrigeren Regionen, die bereits seit Jahrtausenden existiert.
Im westlichen Hochland finden sich nur abflusslose Gewässer, die zudem häufig salzig sind und schnell austrocknen. Im Süden befinden sich jedoch die Quellflüsse der großen Ströme Indus, Brahmaputra, Salween, Mekong, Jangtsekiang und Gelber Fluss sowie einige Nebenflüsse des Ganges.
Aufgrund des niederschlagsarmen Klimas weisen nur die Gebirgszüge am Rand des Plateaus schwache Vergletscherungen auf.
Zumindest auf dem Papier stehen große Teile des Hochlandes unter Naturschutz. Im Jahr 2021 nahm die chinesische Volksrepublik am südöstlichen Rande des Tibeter Hochlands zwischen Lhasa und Nyingchi einen Streckenabschnitt der Sichuan-Tibet-Bahn in Betrieb. Bei Fertigstellung wird die Sichuan-Tibet-Bahn auch durch die ebenfalls im Südosten des Hochlands liegenden Verwaltungsgebiete Bomê und Zogang führen.

## Geographie
Das Hochland gliedert sich in das westlich gelegene Changthang im autonomen Gebiet Tibet (AGT) der Volksrepublik China sowie das weitgehend in der chinesischen Provinz Qinghai gelegene zentrale Yarmothang-Hochland, das im Nordosten liegende inselartige Qaidam-Becken in Qinghai und die Bergländer im Übergang zur Grenze der Provinz Sichuan. Es umfasst den größten Teil des historischen Tibets sowie des heute chinesischen autonomen Gebietes Tibet (AGT).
Im Norden wird das hügelige- bis mittelgebirgige Hochplateau von den Bergketten des Altun-Qilian-Kunlun begrenzt. Im Westen bildet das Karakorum-Gebirge und im Süden der Transhimalaya – oder je nach Autor der Himalaya – die Grenzen. Im Osten werden das Tanggula Shan und das Bayan-Har-Gebirge als Teile des Hochlandes verstanden, während die Gebirgszüge des (erweiterten) Hengduan Shan die Ostgrenze bilden.
Auf dem inneren Plateau gibt es mehr als 740 Seen mit einer Fläche >1 km2. Bezieht man die abgrenzenden Gebirgszüge mit ein, erhöht sich diese Zahl auf mehr als 1100 Seen. Darunter befindet sich u. a. der größte See Chinas, der Qinghai-See. Weitere große Wasserkörper sind beispielsweise Seling Co, Nam Co und Tangra Yumco auf dem zentralen tibetischen Hochland, Gyaring-See und Ngoring-See im Quellgebiet des Gelben Flusses, und der Hala-See im nördlichen Qilian Gebirge. Weiterhin gibt es zahlreiche Salzseen.

## Klima
Obwohl das gesamte Hochland von Tibet in der subtropischen Klimazone liegt, führt das ausgeprägte Höhenklima zu einer extrazonalen Vegetation, die eher an kaltgemäßigte bis polare Klimate erinnert. Demgegenüber sind jedoch einige entscheidende Unterschiede zu beachten:
Das Klima ist durch hohe Temperaturunterschiede zwischen Tag und Nacht und durch schnelle, starke Wetterwechsel gekennzeichnet. Die Durchschnittstemperatur im Changtang variiert, wobei sie im Süden und Westen höher ist als im Norden und Osten. Am See Aru Co im Kreis Rutog liegt die Durchschnittstemperatur bei −8 Grad, in Shuanghu im Nordosten bei −24 Grad Celsius. Die jährlichen Temperaturschwankungen sind nicht so extrem wie die täglichen. So können die Temperaturen im Westen durchaus von +20 auf −40 Grad Celsius fallen. Im Nordosten, im Kreis Shuanghu, klettern die Temperaturen selbst im Juli nicht über den Gefrierpunkt. Die Durchschnittstemperatur liegt dann bei etwa −10 Grad Celsius.
Die Lage in subtropischen Breiten und großer Meereshöhe führt zu einer extrem starken Sonneneinstrahlung, sodass die Temperaturen im Sommer rund 25 Kelvin höher liegen als sie es ohne diese Faktoren wären (siehe Massenerhebungseffekt). Ebenso extrem ist auch die nächtliche Ausstrahlung, die selbst im Sommer Frostnächte bringen kann. Die Nordhälfte des Hochlandes ist komplett Permafrostgebiet, in der Südhälfte gilt das nur für die Gebirge.
Die Abschirmung durch die Randgebirge hat ein sehr trockenes Klima zur Folge, sodass es selten regnet oder eine Schneedecke entsteht. Indirekt ist dies am fehlenden weißen Winterkleid in der Tierwelt zu erkennen (wie es etwa vom Alpenschneehuhn und dem Schneehasen anderer kalter Klimate bekannt ist). Die meisten Niederschläge fallen im Sommer: Tagsüber meist heftige Gewitterschauer und nachts langanhaltender Niesel- und Schneeregen bei Westwind. Die enormen Tag-/Nacht-Unterschiede führen zu häufigen Gewittern (Jahresmittel: 90 Tage), die oft mit Sturmböen sowie in einigen Regionen Sandstürmen verbunden sind. Gegen Westen und Norden sinken die Jahresmittel der Niederschläge auf 20 bis 80 mm.

## Vegetation

### Subalpin

#### Degradierte Waldstandorte
Bis auf die Vorposten der Gebirgs-Nadelwälder aus Himalaja-Fichte und Tanne in den südöstlichen Tälern ist das Hochland heute waldfrei. Die aus religiösen Gründen geschützten vereinzelten Tibet- und Mekong-Wacholder (im subalpinen Süden Tibets bis 4800 m Höhe bei mindestens 200 mm Jahresniederschlag) deuten jedoch darauf hin, dass hier einmal offene Wacholderwälder standen. Es wird angenommen, dass früher bis auf unter 4000 m Wacholderwälder (Sonnhänge) oder Birken-Zitterpappelwälder (Schatthänge) wuchsen. Heute breiten sich dort allgemein dornstrauchreiche Trift-Weiden mit einem halbwüstenartigen Charakter und nur ganz vereinzelten Wacholdern oder immergrünen Eichen aus. Strauchvegetation sowie Seggen, Kräuter, Rhododendron- und Weiden-Dickichte mit vereinzelten Fichten und Tannen finden sich auf größeren Flächen und mit höherwüchsigen Pflanzen nur auf abgelegenen Standorten, während der Bewuchs in Siedlungsnähe immer niedriger und spärlicher wird. Die Hirten fördern die Wüstenbildung, indem sie die Sträucher mit dem Wurzelstock entfernen.

#### Mattenregion
Den Übergang zur alpinen Höhenstufe und die einzige geschlossene Pflanzendecke des Hochlandes bildet der sogenannte Kobresia pygmaea-Rasen, der vor allem das östliche Hochland bestimmt und optisch an einen Golfrasen erinnert. Diese nur in Tibet vorkommende Pflanzenformation wird von der meist nicht mehr als 3 cm hohen gleichnamigen Schuppensegge geprägt, die heute eine bis zu 30 cm dicke Harttorfschicht bildet. In den niedrigeren Regionen zwischen unter 4000 und etwa 4800 m ist dieser artenarme Rasen, der zu 95 % aus diesem Sauergras und zu 5 % aus Moosen und Krustenflechten gebildet wird, geschlossen. Auf potenziell waldbestandenen Sonnenhängen hat sich diese weidefeste und hangstabilisierende Vegetation nach der Brandrodung ausgebreitet. Erst im Übergang zu den Hochlandsteppen in Höhen von 4800 (Ost-Tibet) bis über 5500 m (West-Tibet) tritt durch Austrocknung und Überweidung immer häufiger der nackte Torf zutage. Die Kobresia-Matten sind die Hauptweidegründe der Yak-, Schaf- und Ziegenherden der Nomaden, obwohl die Yaks nur die Spitzen der Gräser verwerten können und Schafe und Ziegen maximal zwei Drittel. Der Torf wird auch zum Hausbau verwendet. Wo die Rasenmatten durch Weidevieh und andere Nutzung, Pfeifhasen-Baue und Frosteinwirkung aufgerissen ist, siedeln sich häufig verschiedene Rosettenpflanzen an, sodass die degenerierten Mattenflächen wesentlich artenreicher sind, als die intakten. Aktuelle Studien legen nahe, dass die großen Flächen des Kobresia pygmaea-Rasens nicht natürlich entstanden sind, sondern sich als Folge der dauerhaften Beweidung seit 5000 Jahren etablierten (vgl. Alm, Páramo).

### Alpin
Die alpine Höhenstufe, die etwa zwischen 4500 und 5300 m liegt, wird je nach Wasserhaushalt von zwei Vegetationstypen bestimmt:

#### Hochlandwüste
Die alpine Wüste, die das kleinste extrazonale Biom des tibetischen Hochlandes ist, findet sich vor allem im Westen im Übergang zum Karakorum, das die Region großräumig abschirmt und zu dauernder und seit dem Ende des mittleren Holozäns fortschreitenden Trockenheit führt. Die tibetische Wüste gehört mit weit verbreiteten Flechtenarten, lokal kleinflächig vorkommenden Rosetten- und Polsterpflanzen sowie einer einzigen Zwergstrauchart zu den artenärmsten Regionen der Erde.

#### Hochlandsteppe
Mehr als ein Drittel des Gesamtraumes ist von alpiner Hochlandsteppe bewachsen. Sie nimmt vor allem die nordwestliche Hälfte Tibets und damit fast den gesamten Changthang ein. Floristisch kann sie mit nur 17 bis 25 Pflanzenarten als artenärmere Höhenvariante der zentralasiatischen Kurzgrassteppen betrachtet werden. Zu den Flechten, Rosetten- und Polsterpflanzen der Höhenwüste gesellen sich hier Horste von Seggen und Süßgräsern, die jedoch selten mehr als 40 % des Bodens bedecken. Die Entwicklung zur Halbwüste ist offensichtlich. Vermutlich liegt die Ursache für die Pflanzenarmut nicht nur am extremen Gebirgsklima, sondern auch an der seit über sieben Jahrtausenden stattfindenden Beweidung, da es sich bei den Pflanzen ausschließlich um verbissfeste Arten handelt.

### Seggenmoore
An wasserreichen Standorten in subalpinen und alpinen Höhenlagen sind Seggenmoore aus der 30 bis 80 cm hohen Schuppensegge Kobresia schoenoides entstanden. Diese Segge wächst zu kopfartigen Bulten aus festem Harttorf auf. Die bis zu 10 % der Flächen einnehmenden anderen Pflanzenarten sind wiederum Rosettenpflanzen – hier meist salztolerant – sowie Kobresia pygmaea. Ihre größte Ausbreitung haben sie in den alpinen Permafrostsümpfen im Quellgebiet der großen ostasiatischen Ströme im Osten des Hochlandes (Naka-Moore). Im Westen des Hochlandes führt die andauernde Austrocknung zum Absterben vieler Seggenmoore.

### Nival

#### Frostbodenfluren
Die höchsten Lagen des zentralen Hochlandes werden von nivalen Frostbodenfluren eingenommen. Das sind Flächen mit Polster- und Rosettenpflanzen, zudem kleine Grashorste aus verschiedenen Gräsern und einige Blütenpflanzen, von denen etwa Waldheimia tridactylitis noch über 5800 m vorkommt. Da im tibetischen Hochland kaum ewiges Eis vorkommt, konnten dort die weltweit großflächigsten Areale dieser Pflanzengesellschaft der Kältewüste entstehen.

## Tierwelt

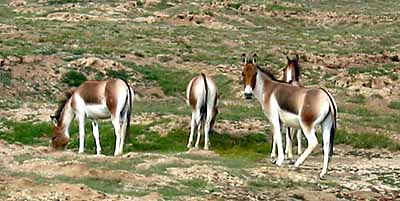
Kiangs auf den Hochebenen des Changthang

Die Hochlandsteppe wird in den Sommermonaten vor allem von den Weidetieren der Nomaden – Schafe, Ziegen und Yaks – dominiert.
Der Changthang ist zudem Lebensraum für zahlreiche Wildtiere, die einst in weiten Gebieten Tibets heimisch waren und (u. a. durch Ausdehnung des Siedlungsraumes, aber auch durch Bejagung besonders in den ersten sieben Jahrzehnten des 20. Jahrhunderts) zurückgedrängt wurden. Dazu gehören der Wildjak, der Kiang (Tibetischer Wildesel), der tibetische Braunbär, das Tibetische Argali-Schaf sowie das Blauschaf (Bharal), die Tibetantilope (Tschiru) und die Tibetgazelle.

## Entstehung
Das Hochland lag vor dem Mesozoikum unter dem Meer. Erst nach dem Alttertiär erhob sich der gesamte hochasiatische Raum im Rahmen der alpidischen Gebirgsauffaltung durch Überschiebungen der nordwärts driftenden indischen Platte über die Meeresoberfläche. Die heutigen Ausmaße wurden vor etwa acht Millionen Jahren erreicht. Die vorwiegenden Gesteine sind demnach Sedimentgesteine wie Kalkstein, Mergel, Ton- und Sandsteine. Von der Tatsache, dass die Hebung Hochasiens auch heute noch nicht vorbei ist, zeugen neben messbaren Krustenbewegungen häufige Erdbeben und heiße Thermalquellen.

### Tibet und die Eiszeit
Eine in der Fachwelt kritisch diskutierte Theorie, die auf einer nahezu vollständigen Vergletscherung des Hochplateaus im Jungpleistozän beruht, sieht das Hochland von Tibet beim Klimawandel der letzten Kaltzeit in einer wichtigen Position: Die deutliche Vergrößerung der Albedo (Weißheit) im Bereich des Tibetplateaus (etwa 30–40° nördlicher Breite) führte aufgrund der strahlungsgünstigen Höhenlage zu einer Abkühlung der Atmosphäre und damit zu einem globalen Temperaturrückgang von etwa 5 °C. Dies begünstigte die Bildung von Flachlandgletschern in skandinavischen und nordamerikanischen Regionen, was zu einem Selbstverstärkungseffekt führte, wodurch Tibets Eisfläche weiter anwuchs und seine Auslassgletscherzungen durch die Randgebirge des Plateaus hindurch bis auf ca. 1000 bis 2000 m über dem Meer hinabflossen. Aufgrund des Milanković-Zyklus erhöhte sich die Temperatur und führte zu einem Anstieg der Schneegrenze von knapp 500 m – dies und die glazialisostatische Absenkung des Plateaus leitete nach Matthias Kuhle das Abschmelzen der Flachlandgletscher und der Auslassgletscherzungen des Tibeteises ein und bedingte eine Verringerung der globalen Albedo und damit eine Wiedererwärmung (Interglazial).

## Klimaerwärmung und Desertifikation
Die globale Erwärmung hat seit etwa Mitte der 1970er Jahre zu einem Abschmelzen der Gletscher Tibets um 130 km² jährlich geführt. Prognosen gehen davon aus, dass sich die Gletscher bis 2090 auf die Hälfte reduzieren könnten.
Die Auswirkungen auf die Hochlandsteppen ergeben derzeit (2016) kein klares Bild: Im Westen der Region führten Temperatur- und Niederschlagsänderungen zu verstärkter Wüstenbildung und Bodendegradation, während es im Nordosten zu einem Anstieg der Vegetationsbedeckung kam. In der Summe ist die Produktivität gestiegen, da die begünstigten Regionen zu den stärker besiedelten und bewirtschafteten Bereichen gehören. Dies kann jedoch ein vorübergehender Effekt sein, der möglicherweise auf einer besseren Wasserversorgung der Pflanzen durch den auftauenden Permafrost beruht. Gleichsam wird dabei jedoch das starke Treibhausgas Methan freigesetzt, dass einen weiteren Temperaturanstieg und zunehmende Trockenheit zur Folge haben wird. Da die ausgedehnten Gras- und Torfflächen ein weltweit bedeutender Kohlenstoffspeicher sind und neben den Gletschern enorme Mengen Wasser speichern, das Ostasiens große Flüsse speist, gilt die Erhaltung der Hochlandsteppen als vorrangiges Schutzziel.

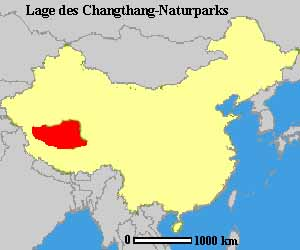
Lage des Changthang-Naturreservats

## Naturschutzgebiete
Zum Schutz der bedrohten Großsäuger hat die chinesische Regierung (bis 2004) allein in der autonomen Region Xizang 13 Gebiete als Naturreservate ausgewiesen.
Das mit 298.000 km² größte Schutzgebiet Asiens ist das 1983 in Zusammenarbeit mit amerikanischen Zoologen geschaffene Changthang-Naturreservat. Obwohl die Wilderei noch immer ein Problem ist, haben die Tierpopulationen wieder deutlich zugenommen. Unter den Zugvögeln tauchen Schwarzhalskraniche vielerorts im Changthang auf, die gleichfalls unter besonderen Schutz gestellt wurden.
Den Schutz des gewaltigen Gebietes zu organisieren, ist vor allem eine Kostenfrage. Flächendeckende Überwachung ist bei Bevölkerungsdichten von weit unter einem Menschen pro Quadratkilometer kaum möglich. So versucht man, die örtliche Bevölkerung als Wildhüter zu gewinnen und zu schulen. Ein weiteres Konfliktpotenzial bieten wirtschaftliche Interessen – die Mineralvorkommen im Changthang.